# Bibliografia nazionale italiana

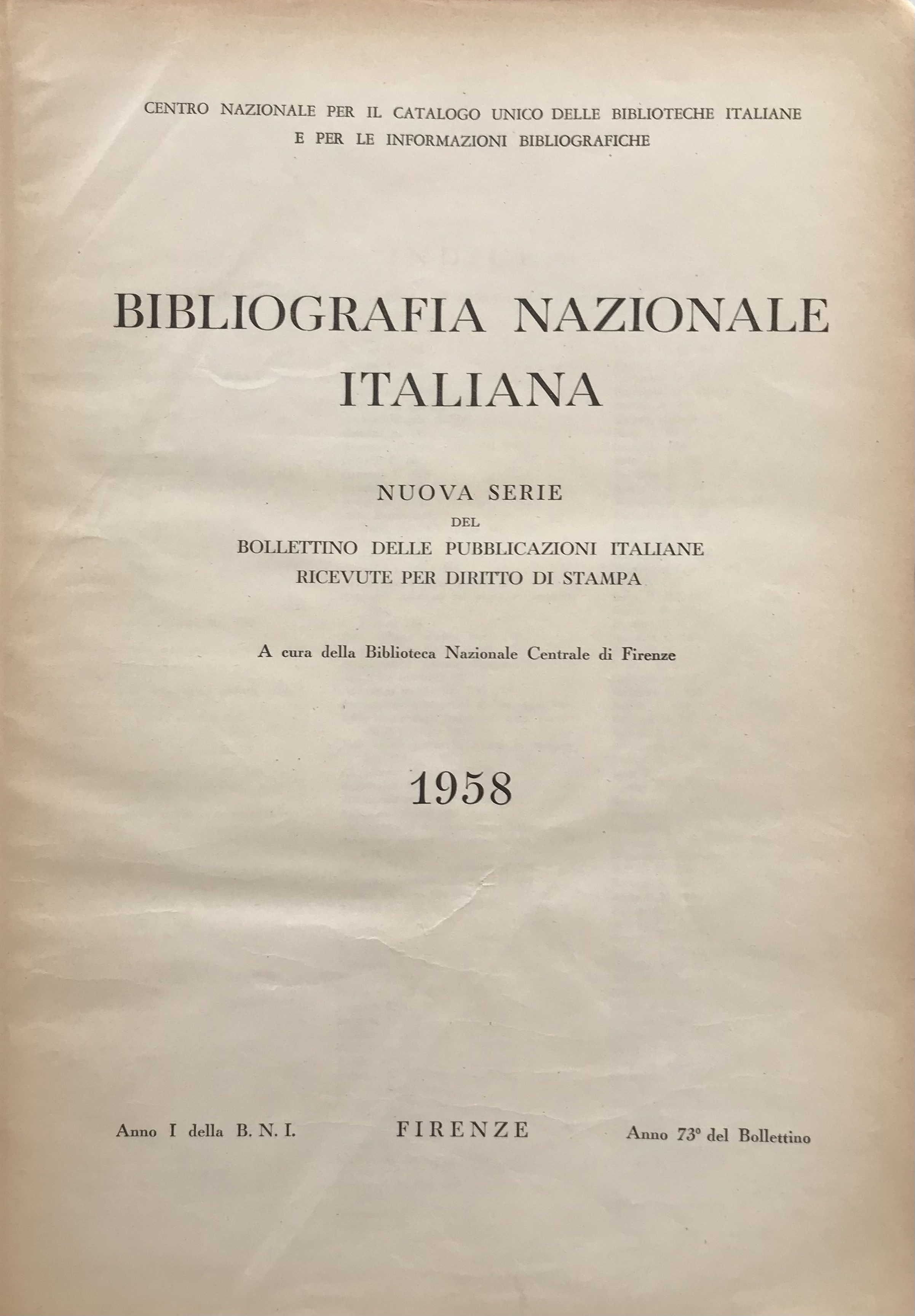
Bibliografia nazionale italiana: nuova serie del Bollettino delle pubblicazioni ricevute per diritto di stampa, a cura della Biblioteca nazionale centrale di Firenze

La Bibliografia nazionale italiana (BNI) è il repertorio ufficiale delle pubblicazioni edite in Italia e pervenute alla Biblioteca Nazionale Centrale di Firenze secondo quanto previsto dalla normativa sul deposito legale. Essa è redatta dall'Agenzia bibliografica nazionale per l'Italia, preposta a tale funzione della Biblioteca Nazionale Centrale di Firenze. È pubblicata in quattro serie (monografie, musica a stampa, periodici e tesi di dottorato), ciascuna con una propria periodicità. La BNI ha anche un ruolo di "controllo bibliografico" per l'Italia. Nella BNI sono segnalate pubblicazioni dell’anno in corso seguendo l’ordine del loro arrivo e fino a due anni precedenti.
Ogni serie della BNI è ricercabile per annata e fascicolo, ordinato e consultabile in base al numero di Classificazione decimale Dewey, con indici per titoli, autori-persona, autori-ente, collezioni (collane), soggetti e materie. Dagli indici per soggetto si può transitare ai relativi termini del Nuovo soggettario.
Le schede (record) delle pubblicazioni catalogate nella BNI sono visibili anche nel catalogo online della Biblioteca Nazionale Centrale di Firenze e nel catalogo online del Servizio Bibliotecario Nazionale.
Ogni record della Bibliografia nazionale italiana è contrassegnato da un codice (es.: BN 2018-9372) costituito dalle lettere B(ibliografia) N(azionale) seguite dall’annata e dal numero progressivo della scheda. Alcune tipologie di pubblicazione non sono di norma segnalate nella BNI. Le pubblicazioni generalmente escluse dalla BNI sono: 
1. pubblicazioni ufficiali di amministrazioni pubbliche e organismi internazionali, a meno che non abbiano carattere monografico autonomo;
2. edizioni non ufficiali di leggi, decreti, regolamenti, contratti di lavoro, ecc., prive di commento o destinate a particolari categorie di lettori. Fanno eccezione certe raccolte di editori specializzati;
3. pubblicazioni di partiti, sindacati, camere di commercio, associazioni culturali, religiose, ecc., che non abbiano interesse generale;
4. lettere pastorali e altri documenti ufficiali di autorità religiose;
5. pubblicazioni religiose minori;
6. letteratura di consumo e riedizioni di letteratura "rosa";
7. pubblicazioni non destinate al commercio, ma distribuite al di fuori dei canali normali di vendita, sotto forma di sottoscrizione, abbonamento, ecc.;
8. libri autopubblicati;
9. ristampe (a meno che non sia mai stata descritta l'edizione a cui si riferiscono), prestampe, specimina e simili;
10. libri omaggio o strenne, quando siano ristampe di edizioni precedenti, sia pure presentati in confezione diversa;
11. manuali e testi per la scuola materna, elementare, di primo e secondo grado;
12. scritti biografici a destinazione limitata, di carattere occasionale o devoto;
13. almanacchi e simili di limitato interesse;
14. brevetti;
15. estratti, anche se presentati in una serie;
16. cataloghi di fiere e di mostre di prevalente interesse commerciale, cataloghi di gallerie private, programmi di spettacoli, materiale turistico;
17. cataloghi editoriali e di antiquariato che non abbiano intendimenti storici o scientifici;
18. pubblicazioni di natura pubblicitaria e commerciale, a meno che non rappresentino l'unica o principale fonte di informazione in determinati campi (per esempio: cataloghi completi di francobolli, monete, oggetti d'arte);
19. musica a stampa, che viene descritta nei due fascicoli semestrali dedicati;
20. testi di lezioni e materiali simili, quando appaia chiaro che non sono destinati alla diffusione esterna;
21. discorsi e interventi legati a particolari occasioni, pubblicati separatamente;
22. materiale cartografico.

Nel quinquennio 2015-2019 la BNI ha elencato in media circa 12000 titoli ogni anno.

## Norme catalografiche adottate
Per la catalogazione descrittiva la Bibliografia nazionale italiana adotta:
1. Regole italiane di catalogazione. REICAT, a cura della Commissione permanente per la revisione delle regole italiane di catalogazione, Roma, Istituto centrale per il catalogo unico delle biblioteche italiane e per le informazioni bibliografiche, 2009:  iccu.sbn.it,  https://www.iccu.sbn.it/export/sites/iccu/documenti/2015/REICAT-giugno2009.pdf.
2. Norme per la catalogazione in SBN, al massimo livello di affidabilità e di completezza:  iccu.sbn.it,  https://www.iccu.sbn.it/it/normative-standard/norme-per-la-catalogazione-in-sbn/. Tale livello prevede l'uso obbligatorio di tutti i dati desumibili dalla pubblicazione e da fonti esterne, oltre al controllo dei medesimi dati sui repertori bibliografici normalmente in uso, quali per esempio le bibliografie nazionali dei vari paesi, i cataloghi delle grandi biblioteche, i dizionari biografici, gli authority file nazionali ed internazionali, etc. e il collegamento con tutti i legami previsti e applicabili.

Per la catalogazione semantica:
1. Classificazione decimale Dewey, 23ª edizione.
2. Nuovo soggettario.

## Fondazione
La BNI è la prosecuzione del «Bollettino delle pubblicazioni italiane ricevute per diritto di stampa», pubblicato dal 1886 al 1957. 

Nata nel 1958 su impulso di Alberto Giraldi, registra per conto dell'ICCU le notizie bibliografiche complete, coerentemente con quanto previsto dagli standard internazionali e dalla normativa specifica, applicata al massimo livello, prevista per il Servizio Bibliotecario Nazionale.

## Accesso
Redatta in fascicoli dedicati alle diverse tipologie di materiale depositato (Monografie, Musica a stampa, Periodici, Tesi di dottorato), è stata diffusa originariamente in formato cartaceo, poi anche elettronico (eBook e DVD), e dal 2012 al 2015 in formato digitale online previo abbonamento presso la commissionaria libraria Licosa. Dal 2016 i fascicoli della BNI sono ad accesso libero sul sito della Biblioteca Nazionale di Firenze. I singoli fascicoli sono scaricabili anche in formato PDF in UNIMARC e in XML, a partire dall'annata 2015.